# Tammy Abraham
Tammy Abraham (2. říjen 1997 Londýn, Anglie) je anglický profesionální fotbalový útočník, který hraje za italský Milán, kde je na hostování z Říma. Talentovaného fotbalistu zastupuje česká manažerská agentura Sport Invest.

## Kariéra

### Klubová

#### Chelsea
Svojí fotbalovou kariéru začal v osmi letech v akademii londýnské Chelsea. Postupně prošel všemi věkovými kategoriemi a s výběrem do 19 let vyhrál v roce 2015 Juniorskou ligu UEFA a o rok později se týmu povedlo tento triumf obhájit, přičemž se stal s 8 góly v 9 zápasech druhým nejlepším střelcem soutěže. S akademií Chelsea vyhrál i FA Youth Cup 2015 a 2016. Na začátku května 2016 ho trenér Guus Hiddink povolal na tréninky A-týmu.
Dne 11. května 2016 debutoval za první tým v zápase Premier League proti Liverpoolu, když v 74. minutě vystřídal Bertranda Traorého (1:1). V dalším kole při zápase proti Leicesteru v 53. minutě vystřídal Traorého a odehrál dalších 37 minut. Zápas skončil remízou 1:1.

#### Hostování
V létě 2016 odešel na roční hostování do druholigového klubu Bristol City. Hned ve druhém zápase nastoupil na celých 90 minut a svými dvěma góly, z toho jedním v páté minutě nastavení, rozhodl o výhře 2:1 nad Burton Albionem. V sezoně odehrál celkem 41 utkání a vstřelil 23 branek.
Po ukončení hostování podepsal novou pětiletou smlouvu s Chelsea. Ta jej opět poslalo na hostování, tentokrát do Swansea City, hrající nejvyšší anglickou soutěž Premier League. Svůj debut za klub si odbyl 12. srpna remízou proti Southamptonem (0:0). O deset dní později vstřelil svůj první gól, při vítězství 4:1 v Ligovém poháru proti Milton Keynes Dons. V jeho příštím zápase vstřelil svůj první gól v Premier League, čímž zajistil vítězství 2:0 nad Crystal Palace. Klub i hráč poté bojovali se špatnou formou a do konce roku se mu přidat další góly nepodařilo.
Po jeho návratu z hostování v Swensea City, jej nový manažer Chelsea Maurizio Sarri naznačil, že plánuje jej si ponechat v prvním týmu a zahrnul ho do nominace pro utkání v Community Shieldu. Dne 31. srpna byl však znovu poslán na hostování, tentokrát do týmu Aston Villa, hrající druhou nejvyšší soutěž EFL Championship. Za klub poprvé nastoupil 15. září při remíze 1:1 proti Blackburn Rovers. O čtyři dny později skóroval na domácí půdě v utkání s Rotherhamem United (2:0). Dne 28. listopadu 2018 vstřelil čtyři góly do sítě Nottinghamu Forrest (5:5). Tím se stal prvním hráčem Aston Villy, který v 21. století vstřelil čtyři góly v jediném zápase. Později byl jmenován hráčem měsíce listopad poté, co zaznamenal šest branek ve čtyřech utkáních. Svojí pouť ukončil s 26 góly ve 40 zápasech. Tím se stal druhým nejlepším střelcem v lize za Teemu Pukkim.

#### Návrat do Chelsea
Po návratu z hostování v Aston Ville mu byl nabídnut dres s číslem 9, který před ním nosily klubové legendy jako například Jimmy Floyd Hasselbaink, Hernán Crespo nebo Fernando Torres.
Dne 14. srpna odehrál první zápas sezony v Superpoháru UEFA proti Liverpoolu a v nastaveném čase vybojoval penaltu pro svůj tým, kterou jeho spoluhráč Jorginho proměnil, srovnal tak na 2:2 a poslal oba týmy do penaltového rozstřelu. On sám v tomto rozstřelu nastoupil na pátou rozhodující penaltu, kterou neproměnil a Liverpool tak vyhrál 5:4. Po zápase se stal obětí rasistických útoků na sociálních sítích. Dne 14. září vstřelil hattrick a vlastní gól při výhře 5:2 nad Wolverhamptonem Wanderers. Ve věku 21 let a 347 dní se tímto stal nejmladším hráčem svého klubu, který vsítil tři góly v Premier League.

### Reprezentační
Nastupoval za anglické mládežnické reprezentace do 18 a 19 let a 21 let.
Sne 2. listopadu 2017 byl nominován do seniorské reprezentace Anglie k přátelským utkáním proti Německu a Brazílii. Svůj debut si připsal ve Wembley 10. listopadu 2017 proti Německu (0:0). První branku vstřelil 14. listopadu 2019 proti Černé hoře (7:0).

## Statistika
| Sezóna            | Klub              | Liga              | Liga   | Liga | Domácí poháry | Domácí poháry | Domácí poháry | Kontinentální poháry | Kontinentální poháry | Kontinentální poháry | Celkem | Celkem |
| Sezóna            | Klub              | Soutěž            | Zápasy | Góly | Soutěž        | Zápasy        | Góly          | Soutěž               | Zápasy               | Góly                 | Zápasy | Góly   |
| ----------------- | ----------------- | ----------------- | ------ | ---- | ------------- | ------------- | ------------- | -------------------- | -------------------- | -------------------- | ------ | ------ |
| 2015/16           | Chelsea           | Premier League    | 2      | 0    | AP+ALP        | 0+0           | 0             | -                    | 0                    | 0                    | 2      | 0      |
| 2016/17           | Bristol City      | EFL Championship  | 41     | 23   | AP+ALP        | 3+4           | 0+3           | -                    | 0                    | 0                    | 48     | 26     |
| 2017/18           | Swansea City      | Premier League    | 31     | 5    | AP+ALP        | 5+3           | 2+1           | -                    | 0                    | 0                    | 39     | 8      |
| 2018              | Chelsea           | Premier League    | 0      | 0    | AP+ALP+AS     | 0+0+1         | 0             | -                    | 0                    | 0                    | 1      | 0      |
| 2018/19           | Aston Villa       | EFL Championship  | 37+3   | 25+1 | AP+ALP        | 0+0           | 0             | -                    | 0                    | 0                    | 40     | 26     |
| 2019/20           | Chelsea           | Premier League    | 34     | 15   | AP+ALP        | 3+1           | 0             | LM+ES                | 8+1                  | 3+0                  | 47     | 18     |
| 2020/21           | Chelsea           | Premier League    | 22     | 6    | AP+ALP        | 3+2           | 4+1           | LM                   | 5                    | 1                    | 32     | 12     |
| Celkem za Chelsea | Celkem za Chelsea | Celkem za Chelsea | 58     | 21   | -             | 10            | 5             | -                    | 14                   | 4                    | 82     | 30     |
| 2021/22           | Řím               | Serie A           | 37     | 17   | IP            | 2             | 1             | EKL                  | 14                   | 9                    | 53     | 27     |
| 2022/23           | Řím               | Serie A           | 38     | 8    | IP            | 2             | 0             | EL                   | 14                   | 1                    | 54     | 9      |
| 2023/24           | Řím               | Serie A           | 8      | 1    | IP            | 0             | 0             | EL                   | 4                    | 0                    | 12     | 1      |
| 2024              | Řím               | Serie A           | 1      | 0    | -             | 0             | 0             | -                    | 0                    | 0                    | 1      | 0      |
| Celkem za Řím     | Celkem za Řím     | Celkem za Řím     | 84     | 26   | -             | 4             | 1             | -                    | 32                   | 10                   | 120    | 37     |
| 2024/25           | Milán             | Serie A           | 28     | 3    | IP+IS         | 5+2           | 4+1           | LM                   | 9                    | 2                    | 44     | 10     |
| Celkově           | Celkově           | Celkově           | 282    | 104  | -             | 37            | 18            | -                    | 54                   | 16                   | 373    | 137    |

## Úspěchy

### Klubové

#### Národní
- vítěz italského superpoháru (1x)

Milán: 2024

#### Kontinentální
- vítěz Ligy mistrů UEFA (1x)

Chelsea: 2020/21
- vítěz Evropské konferenční ligy UEFA (1x)

Řím: 2021/22
- vítěz evropského superpoháru (1x)

Chelsea: 2021

### Reprezentační
- 2× na ME 21 (2017 – bronz, 2019)

### Individuální
- All Stars Team EKL (2021/22)